# Лихолітська сільська рада (Чорнобаївський район)
Лихолі́тська сільська́ ра́да — адміністративно-територіальна одиниця та орган місцевого самоврядування в Чорнобаївському районі Черкаської області. Адміністративний центр — село Лихоліти.

## Загальні відомості
- Населення ради: 749 осіб (станом на 2001 рік)

## Населені пункти
Сільській раді підпорядковані населені пункти:
- с. Лихоліти

## Склад ради
Рада складалася з 14 депутатів та голови.
- Голова ради: Пустовіт Віктор Анатолійович
- Секретар ради: Битько Марія Володимирівна

### Керівний склад попередніх скликань
| Прізвище, ім'я, по батькові  | Основні відомості                                                                     | Дата обрання | Дата звільнення |
| ---------------------------- | ------------------------------------------------------------------------------------- | ------------ | --------------- |
| Пустовіт Віктор Анатолійович | Сільський голова, 1962 року народження, освіта вища, член Української Народної Партії | 26.03.2006   | 31.10.2010      |
| Пустовіт Віктор Анатолійович | Сільський голова, 1962 року народження, освіта вища, член Партії регіонів             | 31.10.2010   |                 |

Примітка: таблиця складена за даними сайту Верховної Ради України

### Депутати
За результатами місцевих виборів 2010 року депутатами ради стали:

#### За суб'єктами висування
| Суб'єкт висування | Кількість обраних депутатів | %   |
| ----------------- | --------------------------- | --- |
| Партія регіонів   | 14                          | 100 |

#### За округами
| № округу        | Прізвище, ім'я, по батькові     | Дата визнання обраним | Освіта             | Партійна приналежність | Відомості про обраного депутата                         |
| --------------- | ------------------------------- | --------------------- | ------------------ | ---------------------- | ------------------------------------------------------- |
| Партія регіонів |                                 |                       |                    |                        |                                                         |
| 1               | Рибачук Тетяна Олександрівна    | 03.11.2010            | середня спеціальна | член Партії регіонів   | СТОВ’’Лан’’, оператор машинного доїння                  |
| 2               | Маркова Валентина Олександрівна | 03.11.2010            | середня спеціальна | член Партії регіонів   | фельдшерсько-акушерський пункт с. Лихоліти, завідувачка |
| 3               | Роздобудько Надія Іванівна      | 03.11.2010            | середня спеціальна | член Партії регіонів   | СТОВ «Лан», бухгалтер                                   |
| 4               | Іванченко Світлана Вячеславівна | 03.11.2010            | вища               | член Партії регіонів   | Лихолітська сільська рада, бухгалтер                    |
| 5               | Битько Марія Володимирівна      | 03.11.2010            | вища               | член Партії регіонів   | Лихолітська сільська рада, секретар                     |
| 6               | Лещенко Наталія Михайлівна      | 03.11.2010            | середня спеціальна | член Партії регіонів   | Лихолітська сільська бібліотека, бібліотекар            |
| 7               | Лесечко Людмила Іванівна        | 03.11.2010            | вища               | член Партії регіонів   | Лихолітський НВК, вчитель                               |
| 8               | Чернишенко Олена Петрівна       | 03.11.2010            | середня            | член Партії регіонів   | СТОВ «Лан», оператор по відгодівлі свиней               |
| 9               | Міщенко Михайло Михайлович      | 03.11.2010            | середня            | член Партії регіонів   | СТОВ «Лан», тракторист                                  |
| 10              | Пристайло Ніна Дмитрівна        | 03.11.2010            | вища               | член Партії регіонів   | СТОВ «Лан», бухгалтер                                   |
| 11              | Кутняк Діна Степанівна          | 03.11.2010            | середня            | член Партії регіонів   | СТОВ «Лан», оператор по відгодівлі свиней               |
| 12              | Білостоцька Надія Василівна     | 03.11.2010            | вища               | член Партії регіонів   | СТОВ «Лан», бухгалтер                                   |
| 13              | Пристайло Андрій Олексійович    | 03.11.2010            | вища               | член Партії регіонів   | СТОВ «Лан», бригадир тракторної бригади                 |
| 14              | Буднік Любов Павлівна           | 03.11.2010            | середня            | член Партії регіонів   | СТОВ «Лан», ветеринарний технік                         |

## Природно-заповідний фонд
На землях сільради розташовано заказник місцевого значення Лихолітський.